# Nana Meriwether
Nana Meriwether, née le 24 mai 1985 à Pretoria, championne de volley-ball et philanthrope est élue Miss Maryland USA en 2012, puis devient la nouvelle Miss USA 2012. Elle remplace Olivia Culpo qui est élue Miss Univers 2012.

## Biographie
Elle est née à Pretoria, en Afrique du Sud, d'un père américain et d'une mère sud-africaine. Ses parents sont bénévoles dans une association, Nana Meriwether grandit à Potomac dans le Maryland,.
En 2003, après avoir suivi ses études secondaires à la Sidwell Friends School (en) de Bethesda dans le Maryland,, Nana Meriwether est acceptée à l'université Duke de Durham (Caroline du Nord) pendant un semestre, où son père Delano Meriwether (en) avait été le premier étudiant en médecine afro-américain.
Après avoir joué au volley-ball un semestre à l'université Duke, en 2004, elle est transférée à l'université de Californie à Los Angeles, où elle obtient son diplôme en science politique et est deux fois nommée aux All-America en volley-ball, puis, continue ses études supérieures à l'université de Californie du Sud,,,.
Après avoir été entraînée par Bill Alverson, elle devient Miss USA 2012 après que Olivia Culpo a été élue Miss Univers 2012.
En 2014, elle devient cofondatrice de la Fondation Meriwether qui développe des programmes d'aides sanitaires et de développement agricole en Afrique du Sud, Zimbabwe, Zambie, Malawi, Mozambique, elle utilise son image de marque pour soutenir divers projets d'aide humanitaire,,,,.
En décembre 2015, elle est embauchée comme assistante de rédaction par le magazine Harper’s Bazaar.